# 도깨비 신부
《도깨비 신부》는 대한민국의 만화가 말리의 장편만화이다. 무속을 소재로 주인공 신선비의 성장담을 다루고있다.
처음에 세주문화에서 출판되었다가 출판사에서 사업을 접으면서 허브 출판진이 새로 만화잡지를 창간하고 자리를 마련해주었다. 그러나 허브도 폐간됨에 따라 도서출판 길찾기에서 2007년 후속권 6권이 출판되었다. 그러나 결국에는 연재가 중단되었다.

## 줄거리
남해 큰무당이며 마을을 지켜왔던 할머니가 마을 사람들의 외면 속에서 쓸쓸하게 죽음을 맞는다. 의지할 데 없어진 자신을 서울로 아빠가 데려와 같이 살게 되지만 아빠는 딸 선비를 보는 눈이 편치 않다. 잡귀에 미처버렸던 엄마가 같이 떠오르기 때문이다. 선비 또한 할머니에 대한 상실감, 엄마에 대한 두려움, 아빠에 대한 왠지 모를 적개심 등으로 새가족과 서먹하다. 잡귀에게 시달리느라 미칠지경인데 어느날 도깨비의 서식지를 알게 된다. 반신반의하면서도 한가닥 희망을 잡고 도깨비를 찾아나선다.

## 등장인물
신선비 엄마의 병환으로 어렸을 때부터 할머니와 함께 살았다. 무구를 받으러왔던 화란에게 붙은 대감 할아버지 말씀에 따르면 '신줄과 도줄이 겹쳐 태어난 아이'이며 엄마와 단짝이던 진효인은 '뜻을 품고 탄생을 기다려온 영혼'이라고 말한다. 이름은 '춤추는 여신'이라는 뜻으로 엄마가 지어주었다.
광수 선비의 불공정 거래에 걸려든 도깨비. 선비를 몹시 좋아하며 선비에게 할머니의 칼을 휴대용으로 손봐주고 도깨비 반지를 주었다. 이름은 '빛을 내는 손'이라는 뜻으로 선비가 지어주었다.
할머니 옥분 남해 큰무당으로 왕년에 굿거리가 끝내주던 무당이었으나 쓸쓸히 죽는다. 선비의 유일한 애착상대였다.
엄마 장미연 어떻게든 딸을 마을에서 벗어나 자신과는 다르게 살게하고싶었던 할머니의 바람으로 서울로 유학갔다. 그러나 잡귀에 씌어 끝내 미처 죽어버렸다. 선비에게 두려움의 대상이다.
아빠 대학 상담서클에서 심리학부이던 장미연에게 한눈에 반해 결혼까지 했으나 병약한 아내의 괴이한 증상을 보며 괴로워했다. 또한 느즈막히 새로 함께 살게 된 딸 선비와도 영 서투르다.
민아 아빠의 재혼으로 맺어진 자매. 아빠에 대한 애착이 대단하여 선비를 질투한다. 예의가 없지만 시원시원한 성격이며 엄마 손경희를 똑닮았다.
조태훈 신비로운 형이상학적 현상에 관심이 많다. 선비를 이용해 그 현상들을 입증하고 더욱 연구하고 싶어한다.
민속학자 김용진 세신대학교 교수로 선비에게 도깨비에 대한 용이한 정보들을 가르쳐준다.
? 엄마와 단짝이었던 진효인의 아들. 심장병을 이유로 한국 신선비네 아빠집에 머물게 된 듯하다.

## 서지 정보
- 세주문화

1권 ISBN
2권 ISBN
- 허브

1권 2004년 7월10일 ISBN 89-91262-03-1
2권 2004년 7월10일 ISBN 89-91262-04-X
3권 2004년 7월10일 ISBN 89-91262-05-8
4권 2005년 2월15일 ISBN 89-91262-08-2
5권 2006년 3월10일 ISBN 89-91262-14-7
세트 ISBN 89-91262-06-6
- 길찾기

6권 2007년 7월10일 ISBN 978-89-6052-121-6
세트 ISBN 89-91262-06-6

## 수상
2006년 문화부 지정 오늘의 우리 만화상 수상